# Plesiosiro madeleyi
Il plesiosiro (Plesiosiro madeleyi) Pocock, 1911, è un aracnide estinto, vissuto nel Carbonifero superiore (circa 300 milioni di anni fa). I suoi resti fossili sono stati ritrovati presso Coseley nello Staffordshire (Regno Unito). È ritenuto l'unico rappresentante dell'ordine degli Haptopoda.

## Descrizione
Il plesiosiro è noto esclusivamente attraverso otto esemplari fossili rinvenuti presso Coseley. L'esatta ubicazione del giacimento, purtroppo, non è più nota. L'aspetto di questo piccolo aracnide doveva essere molto simile a quello di un ragno odierno, dotato di un grande addome. Il primo paio di zampe era eccezionalmente lungo e dotato di “piedi” suddivisi in segmenti.

## Classificazione
Descritto per la prima volta da Pocock nel 1911, il plesiosiro è stato inizialmente  avvicinato agli opilioni, in particolare al gruppo primitivo dei Cyphophthalmi (il nome significa “accanto a Siro”, un genere di cifoftalmide). In seguito il plesiosiro è stato attribuito a un distinto ordine di aracnidi, gli Haptopoda, da Petrunkevitch (1949) e da Dunlop (1999). Quest'ordine è considerato molto vicino agli attuali  ragni frusta (Amblypygi), scorpioni frusta (Uropygi) e schizomidi (Schizomida). Tutti questi gruppi condividono la caratteristica di un “piede” suddiviso in segmenti, da qui il nome Schizotarsata usato per raggruppare tutte queste forme.

## Stile di vita

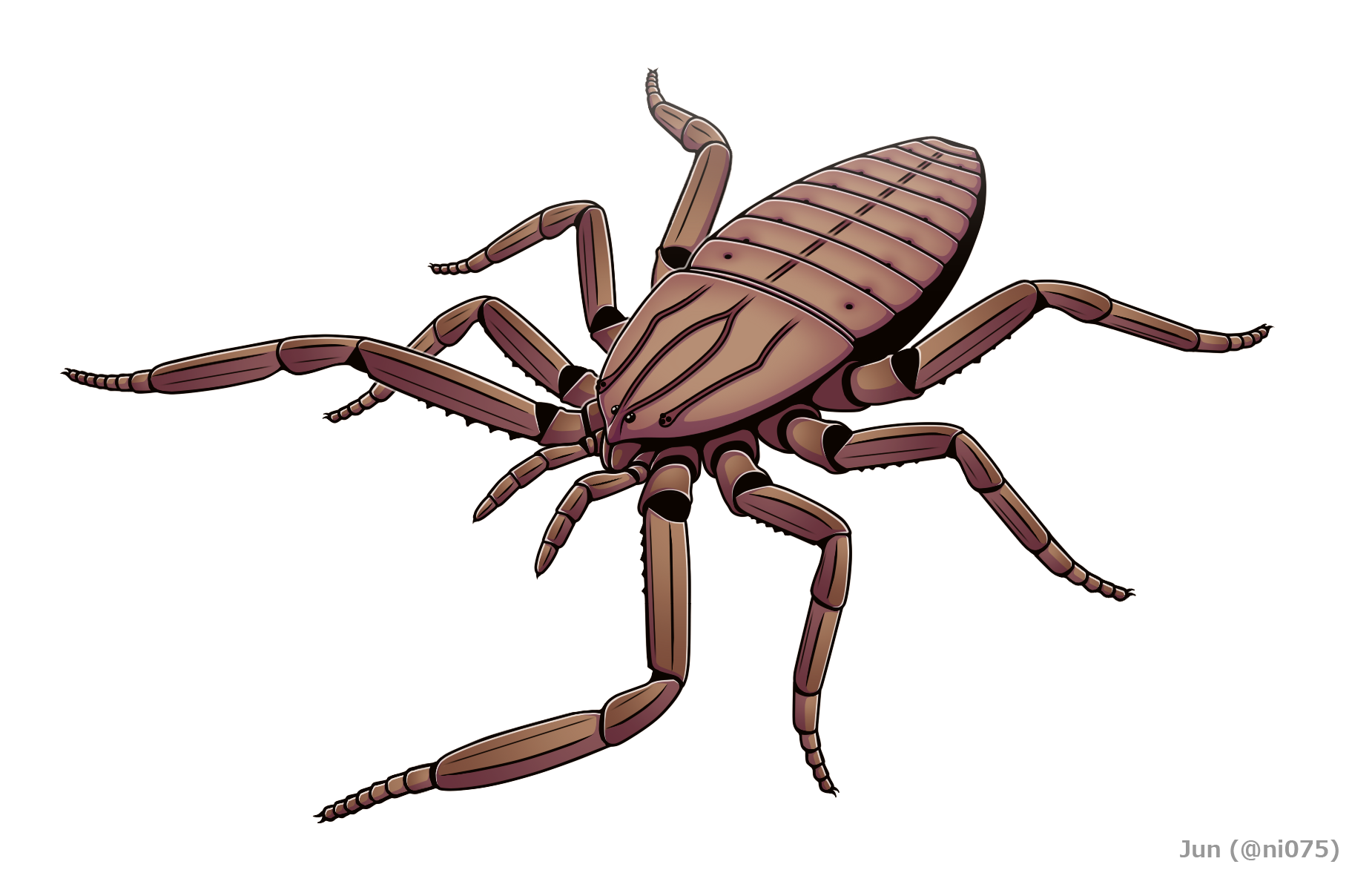
Ricostruzione di Plesiosiro madeleyi

Il nome Haptopoda deriva dal greco “haptos” (tattile) e “pous” (piede), e si riferisce alle lunghe paia di zampe anteriori, dotate di estremità suddivise. I paleontologi ritengono che questa caratteristica permettesse al plesiosiro di “tastare” il terreno che aveva di fronte, così da averne una migliore percezione. Probabilmente il plesiosiro era un piccolo predatore di minuscoli invertebrati.